# Припрема за журку
Припрема за журку је двадесета трећа епизода прве сезоне серије Код Лиоко.

## Опис
Од, Улрик и Џереми су једини који остају на академији Кадик током дугог викенда. На малом одмору, Џереми каже да има проблем да ступи у контакт са Лиоком, он каже да ће то учинити касније, док Јуми саопштава свима да ће моћи да буду код ње тог викенда. Док се Улрик завитлавао у ходнику клизећи се, Џим их налази и љути се на њих.
У међувремену, Од на академији налази своју девојку, Саманту, односно Сем. Од ју је одабрао да буде ди-џеј за журку код Јумине куће, за шта се она слаже. Сем је из друге школе. Џереми се коначно повезао на Лиоко и јавља му се Аелита. Она му објашњава да је проблем са везом нормалан јер Лиоко константно мења своју позицију на интернету. Након што је флертовао са Сем, она је од Ода затражила да га одведе у собу са рачунарима. Он тамо схвата да Сем намерава да украде лаптоп за добро миксовање музике јер тренутно не може себи да приушти један за тако нешто. Џим, на жалост, стиже и Саманта се сакрила. Верујући да је хтео да украде лаптоп, он води Ода до секретарске канцеларије и закључава врата, док се Сем срамоти онога што је учинила.
У секретарској канцеларији, Џим разговара са Одом и проклети професор не жели да саслуша Ода. У међувремену, Ксена активира торањ у планинском сектору и користи га да спектар зарони у тло. Саманта чује чудне звуке споља док неуспешно покушава да изађе. Од, Улрик и Џереми примећују да зграде око њих полако почињу да тону у тло, које је постало блатњава, житка маса. Јуми добија позив, а Сем примећује да зграда тоне и постоји опасност да се због тога угуши. Тло полако гута и зграду са спаваоницама, а Џим је у својој соби, несвестан онога што се догађа. Џереми стиже у фабрику, док ће Од и Улрик покушати да спасу Саманту. Осим академије, цео град тоне.
Аелита обавештава Џеремија о Ксенином нападу и Јуми стиже у фабрику. У међувремену, Улрик и Од бацају уже до прозора зграде у којој је Сем тако да могу да се крећу између зграде са собама и зграде природних наука и да је спасу. Улрик и Од клизе низ уже и журе до Саманте. Џереми виртуелизује Јуми и она мало гадно слеће због проблема са повезивањем. Улрик проваљује врата и све троје беже. Џим постаје свестан онога што се дешава, а Јуми и Аелиту достижу два стршљена. Џимова соба се, у међувремену пуни блатом.
Јуми бива девиртуелизована, а Аелита користи креативност да направи себи заштитни омотач. Саманта бива одведена у фабрику, безбедно место, а Џереми виртуелизује Ода и Улрика. Улрик уништава стршљена и бива девиртуелизован, док се Џимова соба и даље пуни блатом. Аелита деактивира торањ баш пре него што се Џим угушио. Џереми онда стартује повратак у прошлост.
У садашњости, Џереми обећава Саманти да ће јој помоћи око миксовања музике и епизода има срећан крај.

## Емитовање
Епизода је премијерно емитована 4. фебруара 2004. у Француској. У Сједињеним Америчким Државама је емитована 19. маја 2004.